# Под золотым орлом (пьеса)
«Под золоты́м орло́м» или «Недопе́тая пе́сня» (укр. Під золотим орлом или Недоспівана пісня) — пьеса, трагедия в 4-х действиях украинского драматурга Ярослава Галана, написанная в 1947 году. Посвящена теме возвращения на родину советских граждан, «перемещенных лиц» на территории Западной Германии после Второй мировой войны.

## Сюжет
1946 год. События происходят одном из лагерей «перемещенных лиц» в Западной Германии, в зоне американской оккупации. Среди интернированных граждан СССР — бывших остарбайтеров и военнопленных — развертывается движение за возвращение на родину, которое возглавляет бывший советский моряк Андрей Макаров. Ему стараются помешать представители оккупационной администрации. Согласно их плану, в будущем «перемещенные лица» должны войти в состав армии для нападения на Советский Союз.
Чтобы сорвать планы моряка, комендант город майор Петерсон пытается запугать его через националистов Белина и Цуповича. Петерсон уверен в верности «биологического закона»: для спасения своей жизни человек способен на все.
Макаров опасается за судьбу любимой девушки — украинки Анны Робчук — но продолжает бороться. Моряк составляет список желающих вернуться на родину, и рискуя жизнью, самостоятельно берется доставить его в советскую дипломатическую миссию. Анна узнаёт, что в лагере идут обыски, и решает сохранить список. В итоге список попадает в руки американцев, и они с удивлением узнают, что среди 893 человек там почти все, кого они «успешно завербовали».
Оккупационной администрации не удается запугать Макарова. Тогда Белин убивает Анну Робчук и крадёт её вещи. Часть вещей подбрасывают моряку, чтобы обвинить его в убийстве. Противники предлагают ему отказаться от планов возвращения на родину взамен на сохранение жизни и репутации, но Андрей Макаров отказывается.
Американская журналистка Норма Фанси находит доказательства невиновности Макарова. Чтобы не допустить спасения моряка, комендант приказывает ускорить исполнение смертного приговора. Но список передан советской миссии. Все узники кроме погибших Анны Робчук и Андрея Макарова возвращаются в СССР.

## Действующие лица
- Андрей Макаров, 30 лет
- Анна Робчук, 23 года
- Норма Фанси, 25 лет
- Эдвин Бентли — лейтенант, 26 лет
- Петерсон — майор, 50 лет

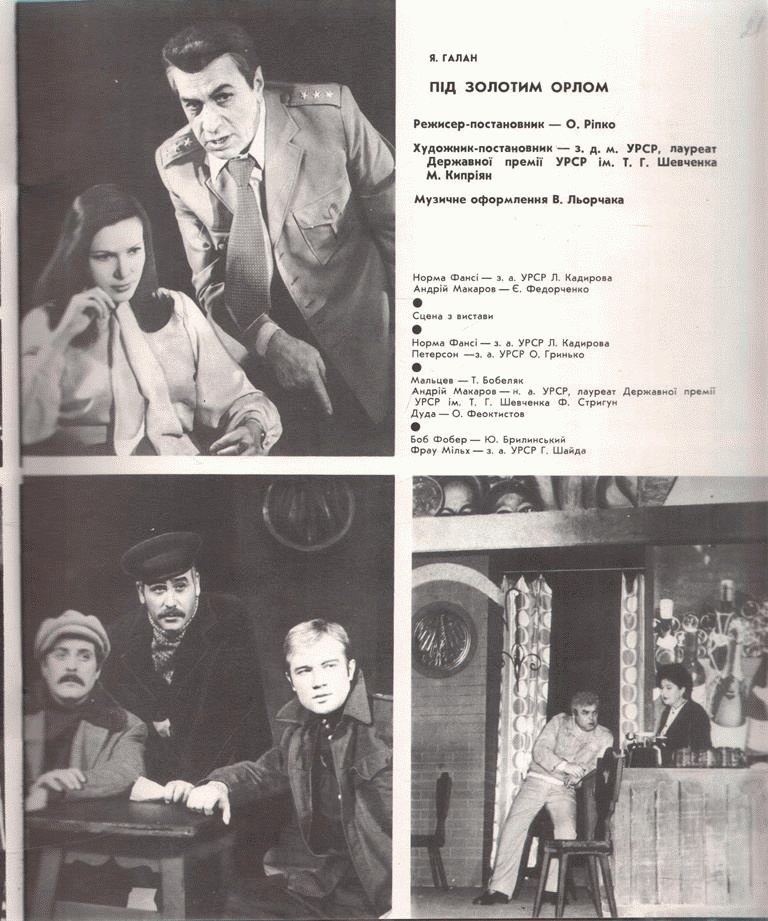
Постановка во Львовском театре украинской драмы имени Заньковецкой (1982)

- Боб Фобер — сержант военной полиции, 30 лет
- Аркадий Белин, 46 лет
- Цупович, 42 года
- Фрау Мильх, 50 лет
- Дуда, 23 года
- Мальцев, 24 года
- Том — солдат, 27 лет
- Бой

## Художественные особенности
Автор уделил особое внимание музыкальному фону произведения. Первоначальный вариант пьесы имел название «Недопетая песня». Андрей Макаров регулярно заходит в трактир фрау Мильх «Под золотым орлом», где музыкальный автомат за пятак играет песню Шуберта «Ave, Maria». Испорченный музыкальный ящик всегда обрывает песню на полуслове и, по словам хозяйки, «только изредка дотягивает… до конца». Макаров сетует, что хотел бы дослушать песню. Националист Цупович говорит, что ему это не удастся, намекая на расправу. В конце пьесы, уже после смерти моряка, его соратник Дуда опускает монету в музыкальный ящик, и теперь песня звучит до конца.

## Политический контекст

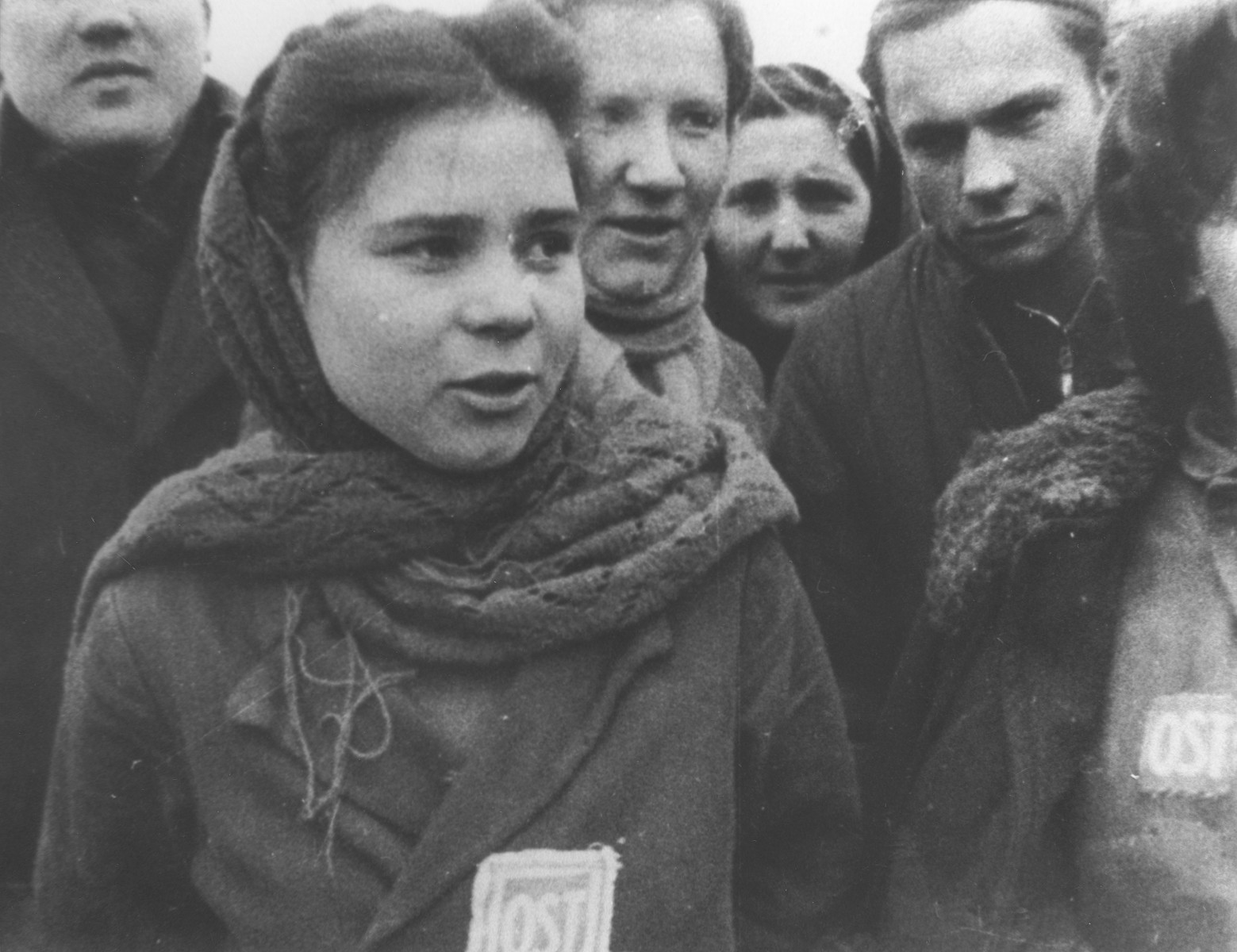
Девушка, угнанная на работы в Германию, после освобождения, 1945 год. Нашивка «OST» на груди означает «остарбайтер»

К концу войны осталось в живых около 5 млн советских граждан, оказавшихся за пределами родины. Из них свыше 3 млн находились в зоне действия союзников (Западная Германия, Франция, Италия и др.). Большинство составляли «восточные рабочие» («остарбайтеры») — граждане, угнанные на работы в Германию и другие страны. Также значительную часть составляли выжившие советские военнопленные. В общее число входили также пособники нацистов, отступившие вместе с немецкими войсками. Все три категории граждан помещали в специальные лагеря для «перемещенных лиц».
Ялтинское соглашение предусматривало возвращение всех граждан СССР на родину. В 1944 году для этих целей было создано Управление уполномоченного Совета Народных Комиссаров (Совета Министров) СССР по делам репатриации.
Современные исследования показывают, что около 70 % «перемещенных лиц» предпочитали вернуться в Советский Союз, тогда как 30 % желали остаться в западных странах, опасаясь сталинских репрессий.
Существуют многочисленные свидетельства того, как представители западных властей предлагали бывшим остарбайтерам остаться, мотивируя своё предложение возможностью проведения чисток и массовых репрессий в их отношении советскими властями.

«…США. Налаживаются более благоприятные отношения, но списков американцы на наших людей, находящихся в лагерях США, ещё не передали. Американцы заставляют наших людей в лагерях заполнять анкету, предупреждающую о казни пленного при повторном его пленении врагом. Делают это, видимо, с целью принудить и получить от наших граждан заявление о нежелании возвращаться на Родину…»— Сводка Управления Уполномоченного СНК СССР по делам репатриации от 1 декабря 1944 года

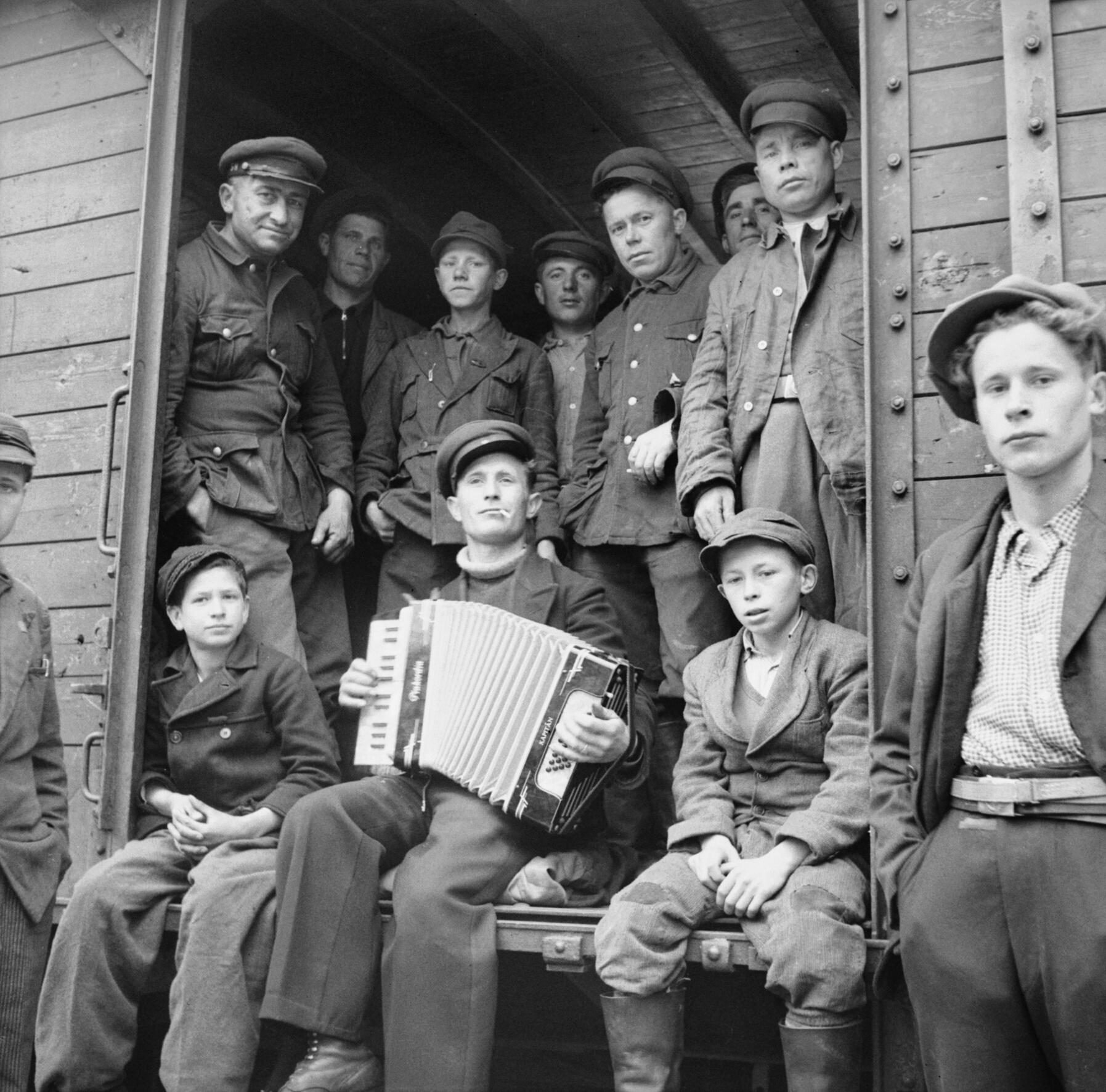
Советские «перемещенные лица» перед отправкой из лагеря в Гамбурге, британская зона оккупации, на территорию советской зоны оккупации, а затем — в СССР, 1945 год

Кроме реализации права на репатриацию для всех желающих «перемещенных лиц» советская миссия преследовала и другие цели. Предполагалось в дальнейшем привлечь к ответственности коллаборационистов, совершивших преступления против советских граждан во время нацистской оккупации. Также предполагалось лишить различных противников советской власти возможности вести антикоммунистическую деятельность в западных странах. В частности, таким образом пытались упредить создание диверсионно-разведывательных групп из числа «перемещенцев» с целями шпионажа и возможных провокаций на территории СССР.
Лагеря для «перемещенных лиц» стали центрами распространения идей украинских националистов, тесно сотрудничавших с американской и британской администрациями. Советские спецслужбы также засылали в лагеря своих агитаторов, призывающих к репатриации, тогда как американский Корпус контрразведки использовал националистов для их выявления. При содействии Корпуса контрразведки в лагерях для «перемещенных лиц» Службой безопасности ОУН (б) были убиты более сотни украинцев, заподозренных в агентурной работе на СССР, коммунистических взглядах, или просто вошедших в конфликт с националистами.

## История создания
После длительного перерыва Ярослав Галан во второй половине 1940-х годов возвращается к своему любимому жанру — драматургии. Пьеса «Под золотым орлом» создавалась им в 1946—1947 годах на основании материалов, собранных в Западной Германии во время пребывания на Нюрнбергском процессе.
Находясь в качестве корреспондента в американской зоне оккупации, Галан встречал советских «перемещенных лиц». Однажды, по дороге в Нюрнберг, не подозревая того, что проезжает недалеко от лагеря интернированных, он остановился из-за поломки автомобиля. Пока шофёр чинил машину, к писателю подошел молодой украинец из Галиции. Ему нужно было узнать адрес советской миссии, чтобы добиться возвращения на родину. Украинец сетовал, что оккупационная администрация всячески препятствует их репатриации.
В середине 1947 года Ярослав Галан завершил написание пьесы. Впервые она напечатана в журнале «Радянський Львів», 1947, № 10 под названием «Недопетая песня». Для самого автора это произведение имело особое значение. В дневниковой записи от 10 января 1948 он пишет о пьесе:

«Это мой родной ребёнок, часть моего „я“.»

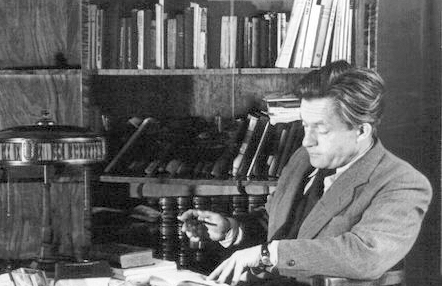
Ярослав Галан за работой в своем домашнем кабинете, 1947 год

Живя во Львове со своей женой Марией Кротковой, Галан в то время испытывал глубокие материальные затруднения: порой приходилось трижды в день питаться лишь хлебом и водой. Гонорары платили, прежде всего, за театральные постановки пьес. Чтобы добиться постановки его «Недопетой песни», Галан отослал пьесу в Москву. Дожидаясь гонораров супруга, Мария временно вернулась жить к матери в Москву. Но Галана постигла неудача: друг писателя, московский критик Александр Борщаговский дал резко отрицательную рецензию.
Драматургу предлагали переписать пьесу, сделать в ней happy end и «воскресить» Андрея Макарова, что вызвало протест Галана. Пришлось сменить первоначальное название на новое: «Под золотым орлом». Осенью 1947 года Галан выслал в Москву отредактированный вариант пьесы на утверждение в Главрепертком СССР, но ответа от чиновников не последовало. А в декабре ведомство запретило постановку трагедии.
Тот же критик Борщаговский в своих мемуарах утверждает, что в письмах к нему (которые пришлось сжечь из-за предельной откровенности переписки) Галан сетовал на неблаговидную роль Александра Корнейчука в запрете постановок его пьес.

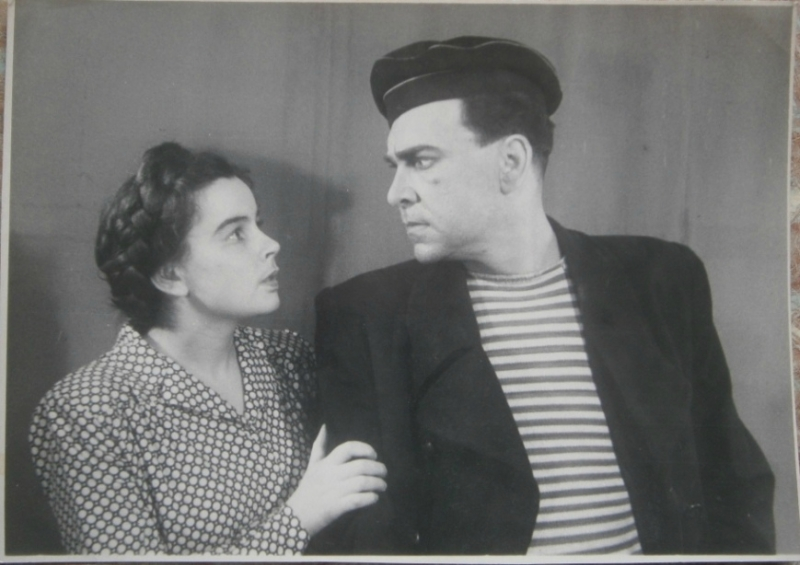
Актёры театра имени Заньковецкой в сценических образах Анны Робчук и Андрея Макарова в одной из первых постановок пьесы, 1951 год

В 1948 году под названием «Под золотым орлом» пьеса вышла отдельной книжкой в издательстве «Вільна Україна» (Львов). В этой же редакции при жизни писателя была издана в сборнике «Перед лицом фактов». Её постановкой интересовались в Театре им. Вахтангова, но запрет Главреперткома не позволил это сделать.
Ярослав Галан был убит украинскими националистами 24 октября 1949 года. «Под золотым орлом» стала предпоследней написанной им драмой. При жизни автора она так и не была поставлена в театре.
Сразу после убийства писателя его товарищ Владимир Беляев обратился с письмом в Союза советских писателей и ВКП(б). Он настаивал, что убийство — это свидетельство того, что творчество Галана является крайне опасным для врагов советской власти. Потому считает необходимым немедленно приняться за популяризацию его наследия.
Беляев обращал внимание ВКП(б) на необходимость снять запрет Главреперткома. Он требовал поручить Комиссии по драматургии изучить и довести до театров последние пьесы Галана. Вскоре, в 1951—1952 годах десятки театров и драматических кружков по всему Советскому Союзу показали на своих сценах спектакль «Под золотым орлом».

## Оценки критиков
Советские литераторы и критики дали трагедии Галана преимущественно положительные оценки. Пьесу высоко оценили писатели Максим Рыльский, Юрий Смолич, Ванда Василевская. После первых спектаклей советские газеты хвалили произведение, лишь порой критикуя сами театральные постановки.

«Большое Вам спасибо, что прислали пьесу. И за пьесу спасибо. Сильная вещь… это оптимистическая трагедия.»— Максим Рыльский в письме к Ярославу Галану, 1947

«Пьесу „Под золотым орлом“ я читал тоже в рукописи — как член жюри государственного конкурса на лучшую пьесу, кажется, сорок седьмого или сорок восьмого года. Я перечитал тогда два или три десятка пьес — „Под золотым орлом“ была безусловно лучшей, и я рекомендовал её на первую премию; не припомню сейчас, заняла она после голосования первое или второе место.»— Юрий Смолич, «Рассказ о непокое», 1968

«Спектакль заньковчан [„Под золотым орлом“] очень понравился студентам факультета журналистики и рабочим комсомольско-молодежной смены изоляторного завода.»— Газета «За радянську науку», 6 апреля 1982
В среде украинской националистической диаспоры пьеса была воспринята крайне враждебно. Многочисленные послевоенные эмигранты сами прошли описываемые в пьесе лагеря для «перемещенных лиц», но из-за своих антисоветских взглядов и не пожелали не возвращаться в СССР, резонно опасаясь репрессий. В этих кругах пьесу, как и все творчество Галана, рассматривали исключительно как советскую государственную пропаганду. Самого писателя они считали предателем.

Будто про себя, Галан в одном месте пьесы устами какого-то американского старшины говорит: «Эта многотысячная армия людей, людей без рода, без племени, будет делать то, что мы им прикажем. Сданные на нашу милость, они будут преданно стоять на страже нашего строя, наших порядков, нашей мировой империи… И, если провидение ниспошлет нам новую войну, мы бросим эту армию против врага.»— Газета «Свобода», №.32, 8 февраля 1952, Нью-Йорк
При этом в среде первой и второй волн украинских эмигрантов, приехавших за океан ещё до Второй мировой войны, где были сильны социалистические позиции, пьесу встретили положительно. В частности, речь идет о Товариществе объединённых украинцев Канады. В 1952 и 1953 годах украинский рабочий драматический кружок представил спектакль «Под золотым орлом» в Торонто, а в украинских социалистических газетах Канады вышли рецензии на постановку.

## Признание
- 1948 — премия Всеукраинского конкурса на лучшую пьесу
- 1952 — Сталинская премии в области литературы (посмертно) за книгу «Избранное», куда вошла и пьеса «Под золотым орлом»

## Экранизация
- «Под золотым орлом» (1957), режиссёр Мария Афанасьева, Киевская киностудия им. А. Довженко

## Радиоспектакль
- «Под золотым орлом» (1952), радиоспектакль, исполняют актёры московских театров (перезаписан в 1980 году)

## Телеспектакли
- «Под золотым орлом» (1952), телеспектакль Телецентра УССР
- «Под золотым орлом» (1969), телевизионная постановка режиссёра Е. Бондаренко

## Постановки

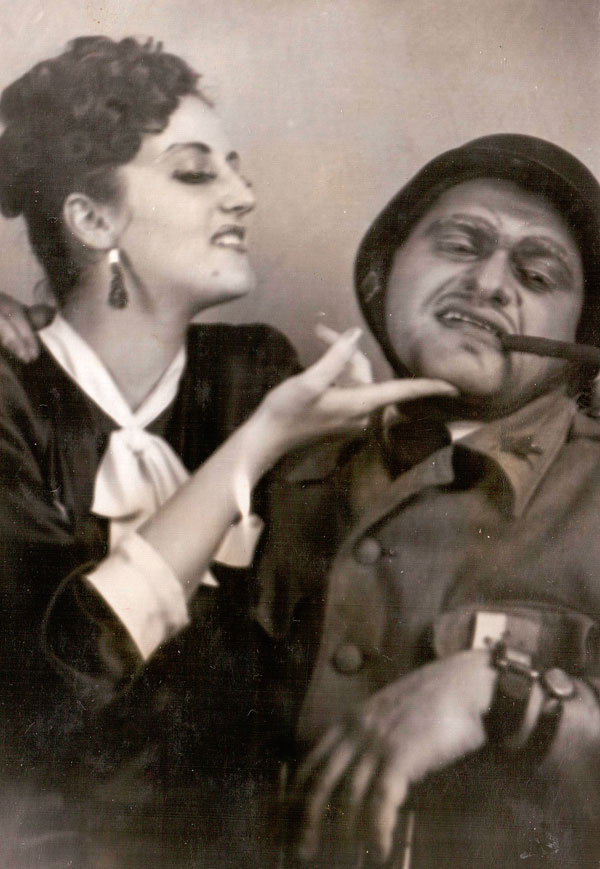
Кадр постановки в Сталинабадском драмтеатре им. Маяковского, 1952 год
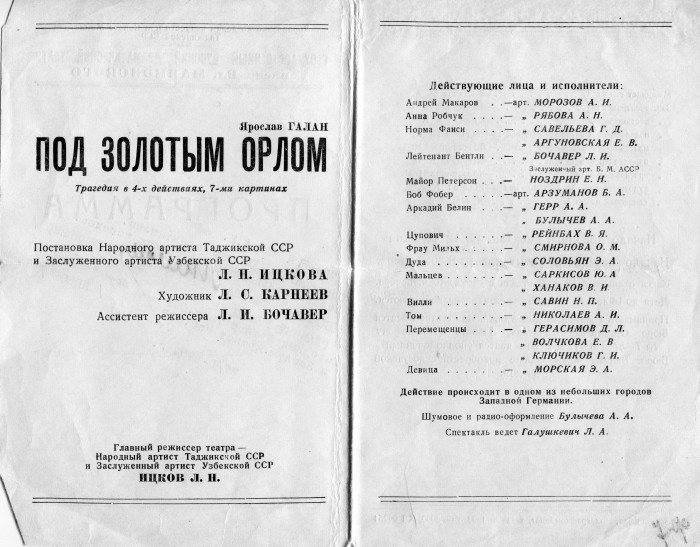
Программа спектакля в Сталинабадском драмтеатре с титрами, 1952 год
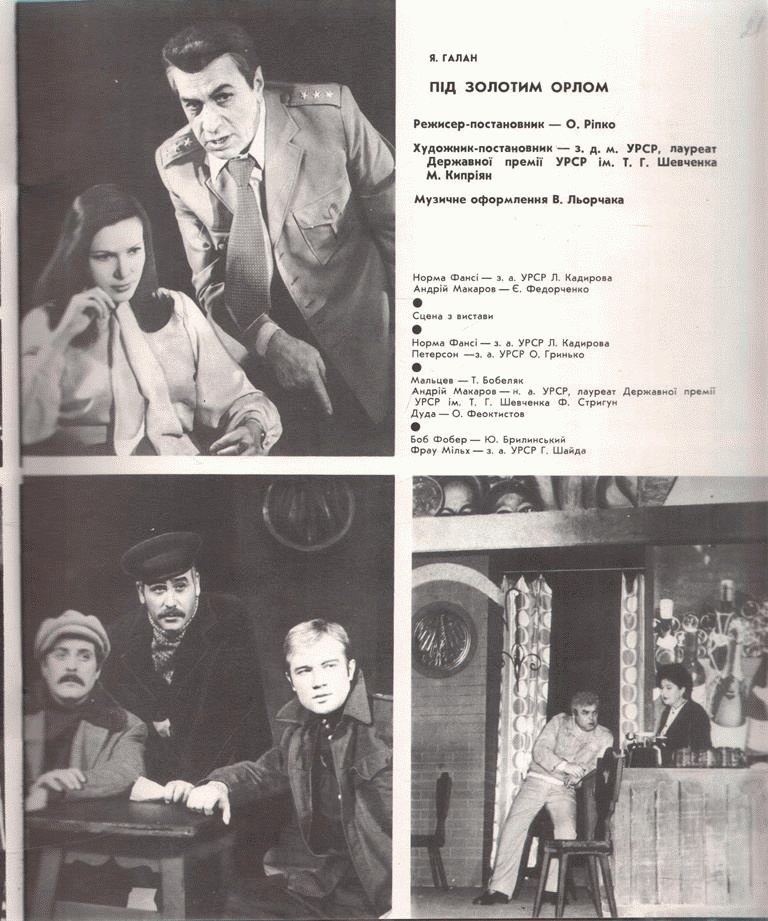
Постановка пьесы во Львовском театре украинской драмы им. Заньковецкой, 1982 год
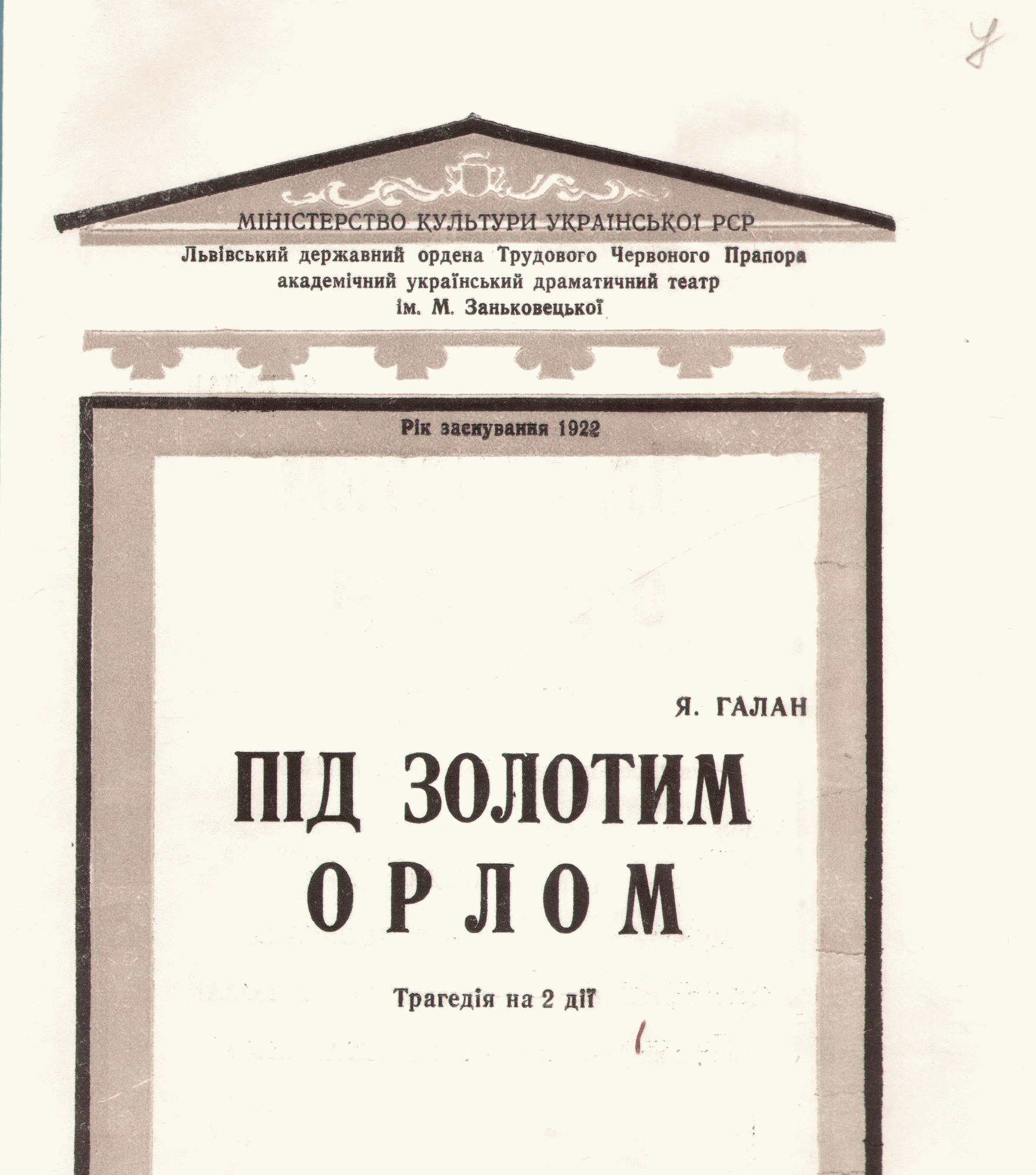
Афиша спектакля Львовского театра украинской драмы имени Заньковецкой, 1982 год
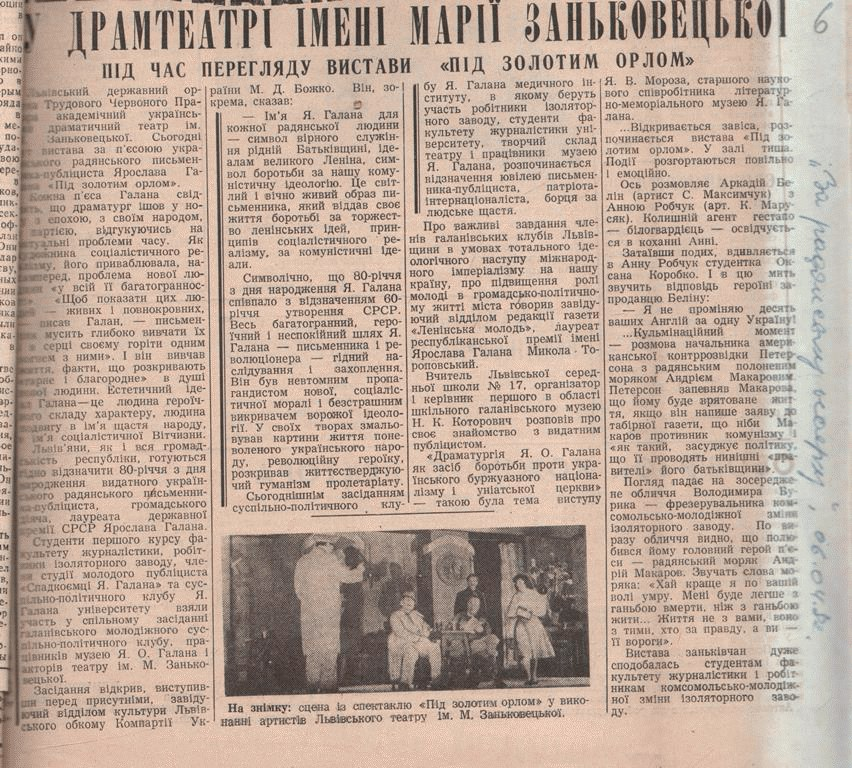
Газетная заметка о культпоходе на спектакль «Под золотым орлом» во Львове, 1982 год

Украинская ССР
- Львовский драматический театр им. М. Заньковецкой (1951, режиссёр Борис Тягно; 1962, режиссёр Алексей Рипко)
- Киевский государственный академический русский драматический театр им. Леси Украинки (1952, режиссёр Владимир Нелли)
- Киевский театр музыкальной комедии (1952, режиссёр Евгений Купченко)
- Одесский украинский музыкально-драматический театр им. Октябрьской революции, (1951, режиссёр Василий Василько)
- Тернопольский музыкально-драматический театр им. Т. Г. Шевченка (1974, режиссёр Павел Загребельный)
- Волынский украинский музыкально-драматический театр им. Т. Шевченка (1952, режиссёр Владимир Грипич)
- Дрогобычский областной государственный украинский музыкально-драматический театр (1952, 1970)
- Коломыйский академический областной украинский драматический театр (1952, режиссёр Виктор Яншин)
- Хмельницкий областной украинский драматический театр им. Г. И. Петровского (1951, режиссёр Николай Станиславский)
- Днепропетровский государственный драматический театр им. Т. Г. Шевченко (1952, режиссёр Илья Кобринский)
- Запорожский украинский музыкальный областной драматический театр им. Щорса (1981, Владимир Грипич)
- Кировоградской областной украинский музыкально-драматический театр им. М. Кропивницкого (1951, режиссёр Михаил Донец)
- Харьковский академический украински драматический театр им. Т. Г. Шевченко (1952)
- Нежинский академический украинский драматический театр им. М. Коцюбинского (1955, режиссёр Борис Лучицкий)

Канада
- Украинский рабочий драматический кружок в Торонто (1952)

РСФСР
- Московский театр драмы и комедии на Таганке (1951, режиссёр Александр Плотников)
- Ленинградский государственный Большой драматический театр им. Горького (1952, режиссёр Борис Дмоховский)
- Новосибирский областной драматический театр (1952, режиссёр Роза Сирота)
- Севастопольский академический русский драматический театр им. А. В. Луначарского (1952, режиссёр Святослав Архангельский)
- Севастопольский драматический театр Черноморского флота (1982, режиссёр Александр Смеляков)
- Воронежский театр драмы имени А. В. Кольцова (1979)
- Сталинградский драматический театр им. М. Горького (1951, режиссёр Фирс Шишигин)
- Таганрогский драматический театр им. А. П. Чехова (1952)
- Сахалинский областной драматический театра (1952, режиссёр Я. А. Юфа)
- Тамбовский областной драматический театр им. Луначарского (1952, режиссёр Михаил Нагли)
- Русский драматический театр Якутии (1954, режиссёр Василий Местиков)
- Молотовский городской драматический театр (1952, режиссёр Глеб Немирович-Данченко)
- Тульский академический театр драмы (1952, режиссёр Владимир Лебедев)
- Магнитогорский драматический театр имени А. С. Пушкина (1952, режиссёр Дмитрий Козловский)
- Хабаровский краевой театр драмы (1951, режиссёр Б. С. Володарский)
- Липецкий театр драмы им. Л. Н. Толстого (1952)
- Орловский государственный академический театр имени И. С. Тургенева (1951, режиссёр А. Августов)
- Пензенский областной драматический театр имени А. В. Луначарского (1952)
- Псковский академический театр драмы имени А. С. Пушкина (1952, режиссёр Леонид Лурье)
- Сыктывкарский государственный драматический театр Коми АССР (1952, режиссёр Пантелеймон Мысов)
- Северо-Осетинский государственный академический театр (1952, режиссёр Зафира Бритаева)
- Казанский академический русский Большой драматический театр им. В. Качалова (1951)
- Тобольский драматический театр (1952)

Казахская ССР
- Алма-Атинский государственный русский театр драмы им. М. Лермонтова (1952, режиссёр Б. Коврижных)
- Павлодарский областной театр драмы (1952, режиссёр Николай Козлов)

Армянская ССР
- Ереванский государственный русский драматический театр им. К. С. Станиславского (1952, режиссёр Борис Филиппов)

Азербайджанская ССР
- Бакинский русский драматический театр (1951, режиссёр Гюльджахан Гюльахмедова-Мартынова)

Таджикская ССР
- Сталинабадский театр русской драмы театр им. Маяковского (1952, режиссёр Леонид Ицков)

Белорусская ССР
- Гродненский областной драматический театр (1952, режиссёр И. Стасенко)

Латвийская ССР
- Государственный академический театр драмы Латвийской ССР (1952, режиссёр Вера Балюна)

Эстонская ССР
- Государственный русский театр Эстонской ССР (1952, режиссёр Виктор Цыплухин)

## Издания
- Ярослав Галан. Під золотим орлом. Вільна Україна, 1948
- Ярослав Галан. Избранное. Москва. Советский писатель, 1952
- Ярослав Галан. Драматичні твори. Київ. Мистецтво, 1955
- Ярослав Галан. Пьесы. Москва, 1956.
- Галан, Ярослав Олександрович. Під золотим орлом: трагедія на 4 дії. Київ : Дніпро, 1966 .
- Галан, Ярослав Олександрович. Недоспівана пісня. П'єси, оповідання, нариси, памфлети, статті. Київ, Дніпро, 1972
- Галан, Ярослав Олександрович. Під золотим орлом: Трагедія на 4 дії. Серія: Б-ка сучасної драматургії. Мистецтво, 1975
- Ярослав Галан. Твори в 4 томах. Київ, Наукова думка, 1977
- Ярослав Галан. Драматичні твори. Львів, Каменяр, 1981
- Галан Я. Драматичі твори. Художня проза. Публіцистика. Серія: Б-ка української літератури. Радянська українська література. Київ. Наукова думка, 1983.

Пьеса переведена на русский, грузинский, армянский, латышский, литовский, эстонский, якутский, тувинский языки.